# Бабушкінський район (Вологодська область)
Ба́бушкінський район (рос. Бабушкинский район) — адміністративна одиниця Вологодської області Російської Федерації.
Адміністративний центр — село імені Бабушкіна.

## Історія
Леденгський район з центром у селі Леденгське утворений 15 липня 1929 року у складі Вологодського округу Північного краю з частини колишнього Тотемського повіту Вологодської губернії. 30 липня 1931 року до складу району включена територія ліквідованого Рослятінського району, однак 25 січня 1935 року той був відновлений. З 1936 року район у складі Північної області, після розділення якої 23 вересня 1937 року увійшов до складу Вологодської області. 26 лютого 1941 року у зв'язку з 35-річчям з дня смерті Івана Бабушкіна, який був уродженцем району, село Леденгське перейменоване в імені Бабушкіна, а район — в Бабушкінський. 12 листопада 1960 року до района була приєднана частина друге ліквідованого Рослятінського району. 13 грудня 1962 року район був ліквідований, а територія увійшла до складу Тотемського сільського району. Однак 12 січня 1965 року Бабушкінський район був відновлений.
2004 року до складу району увійшли населені пункти сусідніх районів:
- селище Ілезка Ігмаської сільської ради Нюксенського району
- селища Іда та Кордон Ідської сільської ради Грязовецького району

## Населення
Населення району становить 11469 осіб (2019; 13251 у 2010, 14994 у 2002).

## Адміністративно-територіальний поділ
На території району 6 сільських поселень:
| Поселення                         | Площа, км² | Населення, осіб (2002) | Населення, осіб (2010) | Населення, осіб (2019) | Центр           | Населені пункти |
| --------------------------------- | ---------- | ---------------------- | ---------------------- | ---------------------- | --------------- | --------------- |
| Бабушкінське сільське поселення   | 919,93     | 5240                   | 5024                   | 4788                   | імені Бабушкіна | 19              |
| Березниківське сільське поселення | 767,93     | 707                    | 602                    | 450                    | Воскресенське   | 14              |
| Міньковське сільське поселення    | 1124,09    | 3709                   | 2849                   | 2340                   | Міньково        | 27              |
| Підболотне сільське поселення     | 609,41     | 2322                   | 1763                   | 1411                   | Кокшарка        | 27              |
| Рослятінське сільське поселення   | 1408,85    | 2657                   | 2217                   | 1851                   | Рослятіно       | 27              |
| Тимановське сільське поселення    | 614,71     | 1060                   | 796                    | 629                    | Тиманова Гора   | 14              |

- 8 квітня 2009 року ліквідовано Жубрінинське сільське поселення, його територія увійшла до складу Рослятінського сільського поселення[4].
- 1 червня 2015 року ліквідовано Ідське сільське поселення та Юркинське сільське поселення, їхні території увійшли до складу Міньковського сільського поселення; ліквідовано Логдузьке сільське поселення, його територія увійшла до складу Підболотного сільського поселення[5].
- 30 березня 2016 року ліквідовано Дем'яновське сільське поселення, його територія увійшла до складу Бабушкінського сільського поселення[6].

## Найбільші населені пункти
Нижче подано населені пункти з чисельністю населення понад 1000 осіб:
| № | Населений пункт | Населення, осіб (2002) | Населення, осіб (2010) |
| - | --------------- | ---------------------- | ---------------------- |
| 1 | імені Бабушкіна | 4105                   | 4035                   |